# Glypta trochanterata
Glypta trochanterata är en stekelart som beskrevs av Bridgman 1886. Glypta trochanterata ingår i släktet Glypta och familjen brokparasitsteklar. Arten är reproducerande i Sverige. Inga underarter finns listade i Catalogue of Life.